# Asotin
La ville d’Asotin (en anglais [əˈsoʊtən]) est le siège du comté d'Asotin, situé dans l'État de Washington, aux États-Unis. Sa population s’élevait à 1 251 habitants lors du recensement de 2010.

## Démographie
| Groupe            | Asotin | Washington | États-Unis |
| ----------------- | ------ | ---------- | ---------- |
| Blancs            | 93,5   | 77,3       | 72,4       |
| Métis             | 2,2    | 4,7        | 2,9        |
| Amérindiens       | 1,5    | 1,5        | 0,9        |
| Océaniens         | 1,0    | 0,6        | 0,2        |
| Afro-Américains   | 1,0    | 3,6        | 12,6       |
| Asiatiques        | 0,6    | 7,2        | 4,8        |
| Autres            | 0,2    | 5,7        | 6,2        |
| Total             | 100    | 100        | 100        |
|                   |        |            |            |
| Latino-Américains | 2,2    | 11,2       | 16,7       |

Selon l'American Community Survey, pour la période 2011-2015, 96,84 % de la population âgée de plus de 5 ans déclare parler anglais à la maison, alors que 1,77 % déclare parler le coréen, 1,23 % l'espagnol et 0,15 % une autre langue.